# 사랑과 이별 (2000년 드라마)
《사랑과 이별》은, 2000년 7월 3일부터 같은 해 10월 14일까지 방영되었던 SBS의 아침드라마였다.

한편, 작가 박리미씨가 4년 만에 드라마 집필활동을 재개했는데 승부사 후속 드라마스페셜로 98년 방영될 예정이었던 <불새>(손홍조 연출)를 통해 드라마 집필 활동을 재개할 예정이었으나 내용 문제와 주요 배우들 섭외 문제 때문에 무산되었으며 <사랑과 이별>로 드라마 집필활동을 재개했다.
아울러, 박리미 작가는 <사랑과 이별> 이후 차기작으로 사극을 집필할 예정이었으나 제작이 중간에 취소되어 무산되었으며 그 이후 KBS 2TV 단막극 <드라마시티-프랑스 인형> <드라마시티-꽃게장과 소시지> 두 작품 외에는 드라마 집필 활동이 끊어졌다.

## 제작진
- 연출 : 손홍조
- 극본 : 박리미

## 등장인물
- 최재성(강현준)
- 유혜정(나연희)
- 나문희(황 여사)
- 장용(이범준)
- 김창숙)
- 김자옥, 최용민, 조권탁, 방경림, 서린
- 김승민(수호)
- 안연홍(가연)
- 김미희(이수정)
- 어남선(설정우)
- 김민정, 권오영, 김형범, 김성훈, 백승욱, 원숙희, 이다연, 김수련, 도기석, 선우재덕, 이동훈, 최혜영

## 기타
- 2000년 7월 22일 자사 옴부즈맨 프로그램 열린 TV 시청자 세상 방영분에서 해당 드라마의 줄거리,기획의도,출연자 인터뷰 등을 소개하여[5] 비난을 샀다.